# 【LOVE IS BORN】 〜3rd Anniversary 2006〜at Hibiya-Yagai Ongaku-Do on 9th of September 2006
『【LOVE IS BORN】 〜3rd Anniversary 2006〜at Hibiya-Yagai Ongaku-Do on 9th of September 2006』は、日本のシンガーソングライター、大塚愛のライブビデオ。2007年1月1日にavex traxよりリリースされた。

## 概要
- 2006年9月9日に24歳の誕生日とデビュー3周年を記念して、日比谷野外音楽堂で行われた自身初となる誕生日ライブの映像を収録したものである。
- このライブで初披露された、「ポケット」は未収録となっている。
- 初回特典として40ページフォトブックが付いている。

## 収録内容
1. ユメクイ
2. GIRLY
3. 雨色パラソル
4. 向日葵
5. 桃ノ花ビラ
6. 帰り道
7. Birthday Song
8. 羽ありたまご
9. 甘えんぼ
10. プラネタリウム
11. 金魚花火
12. 大好きだよ。
13. SMILY
14. pretty voice
15. Happy Days
16. 片想いダイヤル
17. さくらんぼ
18. 恋愛写真
19. ネコに風船
20. LOVE MUSiC